# 에이바 맥스
어맨다 에이바 코시(영어: Amanda Ava Koci, 본명: 어맨다 코시 [Amanda Koçi], 1994년 2월 16일 ~ )는 에이바 맥스(Ava Max)라는 예명으로 활동하는 미국의 가수 겸 작곡가이다. 그녀는 2018년 데뷔 싱글 〈Sweet but Psycho〉의 흥행으로 두각을 드러냈으며, 이 곡은 22개국에서 1위를 차지했으며, 오스트레일리아 ARIA 차트에서는 2위, 미국 빌보드 핫 100에서는 10위에 올랐다.
2020년 3월, 에이바 맥스는 〈Kings & Queens〉를 발매했으며, 이 곡은 미국 빌보드 핫 100에서 13위, 영국 싱글 차트에서 19위를 기록했다. 이어 2020년 9월 데뷔 정규 앨범 《Heaven & Hell》을 발매했으며, 이 앨범은 영국 앨범 차트 2위, 미국 빌보드 200에서 27위에 올랐다. 같은 해 11월에는 〈My Head & My Heart〉가 발매되어 빌보드 핫 100에서 45위, 영국 싱글 차트에서는 18위를 기록했다. 맥스는 2023년 1월 27일 두 번째 정규 앨범 《Diamonds & Dancefloors》를 발매했다.
2025년 2월 7일, 맥스는 세 번째 정규 앨범 《Don't Click Play》의 리드 싱글 〈Lost Your Faith〉를 발매했다.

## 경력

### 1994–2012: 어린 시절
어맨다 에이바 코시는 1994년 2월 16일 위스콘신주 밀워키에서 어맨다 코시라는 이름으로 태어났다. 맥스의 부모는 알바니아 출신으로, 아버지 폴(본명은 파블로)은 체파로(Qeparo) 출신이고, 어머니 안드레아는 사란더(Sarandë) 출신이다. 1991년, 알바니아에서 공산주의가 무너진 이후 그녀의 부모는 알바니아를 탈출해 파리의 적십자 후원 교회에서 1년간 지냈다. 그곳에서 위스콘신 출신 여성을 만나 미국 이민을 도왔고, 이로 인해 맥스는 위스콘신에서 태어나게 되었다. 어린 시절 맥스는 영어를 하지 못한 부모가 각각 세 개의 직업을 가지며 생계를 이어가는 모습을 자주 목격했다. 어머니는 클래식 성악을 전공했고, 아버지는 피아니스트였다.
8세 때 맥스는 가족과 함께 버지니아주 햄프턴 로즈로 이주했다. 이곳에서 그녀는 체서피크의 그린브라이어 몰에서 열린 라디오 디즈니 주최의 노래 경연 대회에 다수 참가했고, 10세 때에는 노퍽의 더 노르바(The NorVa)에서 휘트니 휴스턴의 1987년 곡 〈I Wanna Dance with Somebody (Who Loves Me)〉를 부르며 오프닝 무대를 장식하기도 했다. 플로리다까지 가며 노래 대회에 참가하기도 했으며, ‘어맨다 케이(Amanda Kay)’라는 이름으로 2008년에 익스텐디드 플레이를 발표하는 등 본격적으로 음악 활동을 시작했다. 13세 때는 본인의 중간 이름인 ‘에이바’를 본명으로 삼았는데, 어릴 적부터 ‘어맨다’라는 이름을 좋아하지 않았기 때문이라고 한다.
14세가 된 맥스는 ‘에이바’라는 예명을 사용하기 시작했고, 어머니의 권유로 음악 경력을 쌓기 위해 로스앤젤레스 캘리포니아로 이주했으나, 미성년자라는 이유로 지속적인 거절을 당했다. 이후 1년 뒤 사우스캐롤라이나로 이사해 오빠의 연애 경험을 포함한 여러 관계를 바탕으로 작곡을 시작했다. 훗날 그녀는 이 시기가 ‘정상적인 유년기’를 보낼 수 있게 해주어 감사하다고 밝혔다. 당시 맥스는 홈스쿨링을 그만두고 렉싱턴 고등학교에 1년간 다녔으나, 끊임없이 괴롭힘을 당했다고 회상했다. 17세가 되자 오빠와 함께 다시 로스앤젤레스로 이주했으며, 오빠는 그녀의 매니저 역할을 맡았다. 하지만 의견 차이와 오빠의 지시에 대한 갈등, 둘 다 현지에 인맥이 전무했다는 이유로 이 관계는 잘 풀리지 않았다. 제작자나 작곡가를 혼자서 찾기 힘들었던 맥스는 "정말 안 좋은 길"로 빠졌고, 어린 나이에 술을 마시기 시작했으며 일주일에 20달러로 연명하기도 했다고 말했다.

### 2013–2017: 경력 시작과 형성기

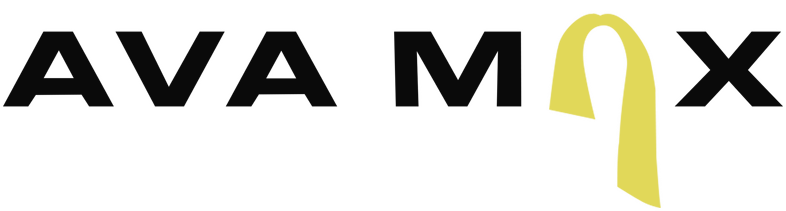
'맥스 컷'을 지칭하는 맥스의 로고

맥스는 2013년 〈Take Away the Pain〉을 발표했다. 이 곡은 2015년 7월 캐나다 듀오 프로젝트 46에 의해 리믹스되었다. 수년 동안 그녀의 데모는 음반 프로듀서들과 작곡가들에 의해 거절되거나 반환되지 않았다. 또한 여러 차례 성희롱을 겪기도 했다.
2014년, 맥스는 Chateau Marmont의 저녁 파티에서 캐나다 음반 프로듀서 서쿳과 처음 만났다. 서쿳은 그녀의 오빠와도 안면이 있는 사이였다. 맥스는 그에게 생일 축하 노래를 불러 주었고, 이 계기로 두 사람은 협업하게 되었고, 수백 곡을 함께 작곡했으며 2016년 7월 사운드클라우드를 통해 〈Anyone but You〉를 공개했다. 이 곡은 주목을 받아 여러 음반사들이 맥스에게 이메일을 보내오게 되었고, 결국 그녀는 2016년 애틀랜틱 레코드와 계약을 체결했다.
맥스는 음악계에서의 창작 억압으로 인해 업계를 떠날까 고민하던 차였으며, 서쿳과의 작업이 그녀의 삶을 바꿔 놓았다고 밝혔다.
22세에 음반 계약을 체결한 후, 그녀는 예명에 사용할 성을 찾기 시작했고, 결국 ‘맥스(Max)’로 결정했다. 이 이름은 남성성과 여성성을 모두 담고 있다는 이유에서였다. 2016년부터 2017년 사이, 맥스는 ‘Max Cut’이라는 시그니처 헤어스타일을 정립했으며, 이 스타일은 그녀의 로고에서 Max의 ‘A’를 대체하는 형태로 표현되어 있다.
2017년 8월 4일, 맥스는 르 유스의 곡 〈Clap Your Hands〉에 피처링으로 참여했으며, 두 개의 멜로디를 불렀다.

## 개인사
맥스는 자신을 "100% 알바니아인"이라고 표현하며, 자신이 속한 공동체에 보답하고 싶다는 뜻을 밝혀왔다. 알바니아어를 말할 수는 있으나 읽지는 못한다고 한다. 그녀는 여성의 권한 신장에 대해 목소리를 높여 왔으며, 이는 그녀의 음악에도 반영되어 있다. 2023년 《나일론》과의 인터뷰에서 맥스는 서쿳(Cirkut)과 처음 만난 뒤 잠시 교제했으며, 이후로는 친구 관계를 유지하고 있다고 밝혔다.

## 음반 목록
- 《Heaven & Hell》 (2020)
- 《Diamonds & Dancefloors》 (2022)
- 《Don't Click Play》 (2025)